# نشخوارکننده
نشخوارکنندگان (زیرراسته Ruminantia) پستانداران گیاهخوار سم‌دار چرنده یا سرشاخه‌خواری هستند که توانایی آن را دارند مواد مغذی را از غذای گیاهی با تخمیر آن در معده مخصوص قبل از هضم، عمدتاً از طریق اقدامات میکروبی، به دست آورند. این فرایند، که در بخش جلویی دستگاه گوارش انجام می‌شود و به همین دلیل تخمیر پیش‌روده نامیده می‌شود، معمولاً نیاز به جویدن و جویدن دوباره غذای تخمیرشده (به نام نشخوار) را دارد. فرایند جویدن دوباره نشخوار برای تجزیه بیشتر مواد گیاهی و تحریک هضم، نشخوار کردن نامیده می‌شود. کلمه «نشخوارکننده» از کلمه لاتین ruminare گرفته شده‌است که به معنای «دوباره جویدن» است.
تقریباً ۲۰۰ گونه نشخوارکننده شامل گونه‌های اهلی و وحشی هستند. پستانداران نشخوارکننده شامل گاو، همه گاوهای اهلی و وحشی، بز، گوسفند، زرافه، آهو، غزال و بز کوهی هستند. همچنین پیشنهاد شده‌است که جنوب‌سمان نیز بر نشخواری متکی هستند، در مقابل، سایر اطلس‌ژن‌داران به تخمیر ساده‌تر در روده عقبی متکی هستند، اگرچه این کاملاً قطعی نیست.
تفاوت اصلی بین نشخوارکنندگان و غیرنشخوارکنندگان این است که معده نشخوارکنندگان دارای چهار قسمت است:
1. سیرابی - محل اولیه تخمیر میکروبی
2. نگاری (شکم)
3. هزارلا - غذای جویده شده را دریافت می‌کند و اسیدهای چرب فرار را جذب می‌کند

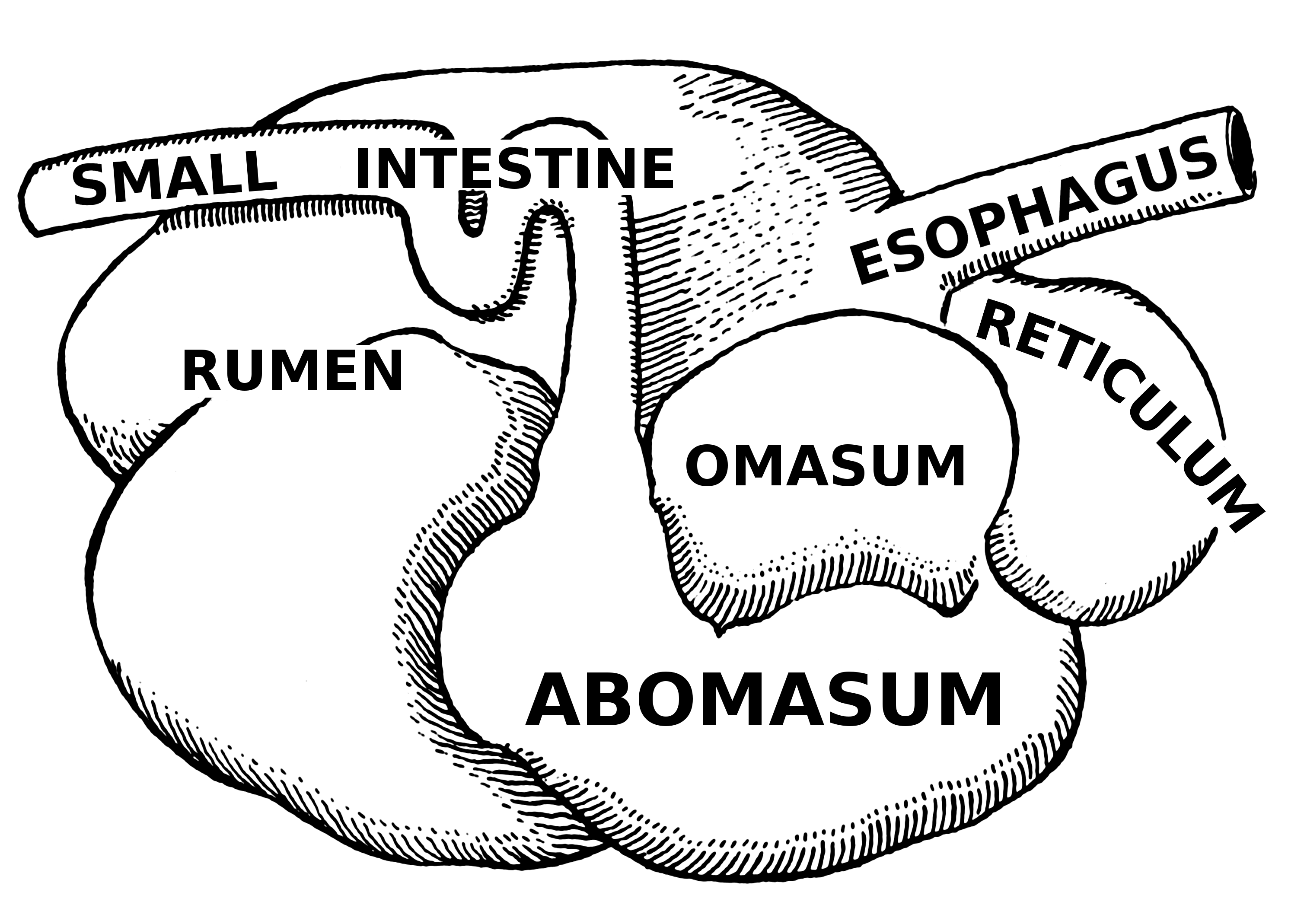
تصویر ساده‌شده از سیستم گوارشی نشخوارکنندگان

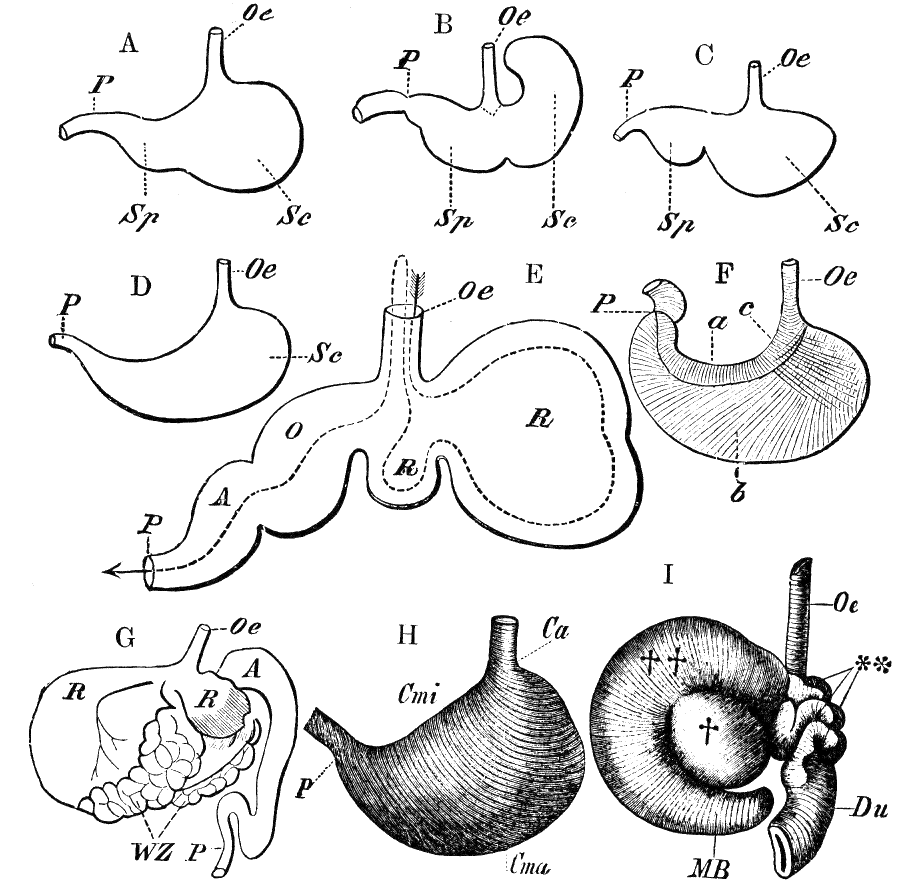
اشکال مختلف معده در پستانداران الف، سگ؛ ب, Mus decumanus ; ج, Mus musculus ; د، راسو؛ هـ، طرح معده نشخوارکننده، فلش با خط نقطه‌چین مسیر طی شده توسط غذا را نشان می‌دهد. A، معده انسان. الف، انحنای جزئی؛ ب، انحنای عمده؛ ج، انتهای قلبی G، شتر؛ H, Echidna aculeata. Cma، انحنای عمده؛ Cmi، انحنای جزئی. I, Bradypus tridactylus Du, اثنی عشر؛ MB، دیورتیکول کوکال؛ **، رویش اثنی عشر؛ †، نگاری؛ ††، شکمبه. A (در E و G)، شیردان؛ کلسیم، تقسیم قلبی؛ O, psalterium; Oe, مری؛ P، پیلور؛ R (به سمت راست در E و به سمت چپ در G)، شکمبه. R (به سمت چپ در E و به سمت راست در G)، شبکه. Sc، تقسیم قلبی؛ Sp، تقسیم پیلور؛ WZ، سلول‌های آبی. (از کالبدشناسی مقایسه‌ای ویدرشیم)

4. شیردان - معده اصلی

### رده‌بندی و آرایه‌شناسی
از دیدگاه آرایه‌شناسی، زیرراسته نشخوارکنندگان (Ruminantia) دودمانی از جفت‌سم‌سانان گیاه‌خوار است که شامل پیشرفته‌ترین و گسترده‌ترین گونه‌های سم‌دار جهان است. زیرراسته Ruminantia شامل شش خانواده مختلف است: موش‌آهوان، زرافگان، شاخ‌چنگالان، آهوان ختن، گوزنان و گاوان.
- راسته جفت‌سم‌سانان
  - زیرراسته پینه‌پایان: شتر و لاما، ۷ گونه زنده در ۳ سرده
  - زیرراسته گرازسانیان: خوک و گراز بدبو
  - زیرراسته آب‌بازنشخوارکنندگان: نشخوارکنندگان، نهنگ‌ها و اسب آبی
    - نشخوارکنندگان رده‌بندی نشده
      - فروراسته Tragulina (پیراتباری)[۱]
        - خانواده † Prodremotheriidae
        - خانواده † برین‌موش‌آهوان
        - خانواده † Praetragulidae
        - خانواده † پیشین‌شاخان[۸]
        - خانواده موش‌آهوان: موش‌آهو، ۶ گونه زنده در ۴ سرده
        - خانواده † Archaeomerycidae
        - خانواده † Lophiomerycidae

      - فروراسته سرون‌داران
        - خانواده گوزنان: گوزن و موس، ۴۹ گونه زنده در ۱۶ سرده
        - خانواده † Gelocidae
        - خانواده † دیرین‌جوندگان
        - خانواده † Hoplitomerycidae
        - خانواده † نردبان‌شاخان
        - خانواده زرافگان: زرافه و زرافه گردن‌کوتاه، ۲ گونه زنده در ۲ سرده
        - خانواده شاخ‌چنگالان: شاخ‌چنگالی، یک گونه زنده در یک سرده
        - خانواده † Leptomerycidae[۸]
        - خانواده آهوان ختن: آهوی مشک، ۴ گونه زنده در یک سرده
        - خانواده گاوان: گاو، بز، گوسفند و شاخ‌درازان،  ۱۴۳ گونه زنده در ۵۳ سرده